# Кудаева, Динара Закиевна
Динара Закиевна Кудаева (Салихова) (род. 21 апреля 1998 года, Красноярский край) — российская спортсменка (вольная борьба). Чемпионка России 2025 года. Бронзовый призёр чемпионата Европы 2025 года. Победительница первенства мира до 23 лет по вольной борьбе. Мастер спорта международного класса.

## Спортивная карьера

### Динара в юношестве
Динара участница первенства мира среди кадетов 2015 в Боснии, победительница первенств России среди кадетов 2015, призёрка гран-при в Германии 2015 года. Призёрка первенства России среди юниоров 2016 и 2017 года.

### Динара как взрослая спортсменка
В 2017 году она приняла участие на турнире гран-при Иван Ярыгин, но осталась без медали, затем на открытом кубке России стала финалисткой. В 2019 году Динара добыла «серебро» на чемпионате России и на гран-при Александр Медведь в Беларуси. Так же была участницей чемпионата мира 2019 до 23 лет в Будапеште. В 2020 году стала третьей на чемпионате России в Казани. В 2021 году стала финалисткой гран-при Иван Ярыгин и вице-чемпионкой мира до 23 лет в Сербии и участницей чемпионата мира в Норвегии. В конце 2021 года стала 3-й на кубке России. В 2022 выступила на гран-при Иван Ярыгин в Красноярске и Яшар Догу в Турции. На чемпионате России 2022 года стала третьей. В ноябре 2023 года стала победительницей гран-при "Александр Медведь", который прошёл в Минске. В январе 2024 года выиграла золотую медаль на кубке Ивана Ярыгина в Красноярске. В марте 2024 года Динара удостоилась золотой медали первенства мира до 23 лет 2021 года из-за проваленного допинг теста украинской спортсменки Анастасии Лавренчук. В январе 2025 года во второй раз выиграла кубок Ивана Ярыгина в Красноярске. В апреле 2025 года на чемпионате Европы в Братиславе в весовой категории до 65 кг завоевала бронзовую медаль. В схватке за третье место одолела соперницу из Польши Ольгу Падошик. В июне 2025 года впервые стала чемпионкой России в весе до 65 кг.

## Спортивные результаты
- 2019 Чемпионат России — ;
- 2020, 2022, 2023 Чемпионат России — ;
- 2021 Гран-при Иван Ярыгин — ;
- 2021 Чемпионат мира до 23 лет — ;
- 2023 Гран-при Александр Медведь — ;
- 2024, 2025 Кубок памяти Ивана Ярыгина — ;
- Чемпионат Европы 2025 — ;
- Чемпионат России 2025 — ;

## Государственные награды, признание
- Почетный знак «За заслуги перед городом Лесосибирском» I степени (15 апреля, 2022 года) — за многолетнюю деятельность на благо города, а также за работу, укрепляющую авторитет города в Красноярском крае Российской Федерации и за рубежом[3].

## Личная информация
Динара живет и тренируется в Красноярске, она является студенткой Сибирского федерального университета.